# 尼克斯号通报舰
“尼克斯”号通报舰（SMS ）是普鲁士海军旗下建成于19世纪50年代早期两艘尼克斯级通报舰中的首舰。1851年入役后，“尼克斯”号除了在波罗的海进行短期的训练和巡航之外，几乎没有参与什么任务，期间更是多次发生锅炉起火事故。不满于其服役表现的普鲁士海军决定出售两艘尼克斯级通报舰。1855年，普鲁士将“尼克斯”号出售给英国皇家海军，以换取风帆巡防舰“忒提斯”号，前者在英军旗下被更名为“威悉河”号（HMS Weser）。1855年10月，该舰参加了克里米亚战争中的金伯恩战役，之后一直驻扎在马耳他。最终该舰在1865年退役，成为一艘港口船，然后在1873年被卖给了拆船公司。

## 设计
尼克斯级通报舰是由英国海军设计师约翰·斯科特·罗素和普鲁士的阿达尔贝特亲王于1849年设计的明轮蒸汽船。两舰于1850年获得授权，作为加强第一次石勒苏益格战争期间小型普鲁士海军的计划的一部分。两舰都订购自罗素的罗宾逊和拉塞尔公司。同一时间普鲁士还订购了一艘更大的明轮船“但泽”号，但该船将在普鲁士本地由英国技术团队监督建造。
“尼克斯”号全长53.85米（176英尺8英寸），舷宽7.2米（23英尺7英寸），桨轮宽度12.4米（40英尺8英寸）。设计排水量为389 t（383 long ton），满载排水量为430 t（420 long ton），吃水深度为2米（6英尺7英寸）。该舰由两台单胀船用蒸汽机驱动，带动船体中部两侧的桨轮。蒸汽由四台锅炉提供，废气从两个烟囱中排出。该舰的推进系统额定输出功率为600 PS（592 ihp），最高航速为13節（24每小時；15英里每小時）。设计可以以10節（19每小時；12英里每小時）航速行驶2,500海里（4,600；2,900英里）。舰上常规配有约4名军官和70名士兵。武装为4门25磅迫击炮。

## 服役记录
“尼克斯”号于1850年开建，并在同年晚些时候下水。建造者最初计划在1850年至1851年冬季普鲁士波罗的海沿岸的港口结冰之前完成建造，但由于工期延误，造船厂放慢了“尼克斯”号的建造进度，并将工人分配到其姊妹舰“沙罗曼蛇”号上。1851年3月，该舰的首任指挥官海军上尉希尔马赫和其他舰员前往伦敦，并在该舰进行海上试航期间同时接受培训。由于普鲁士海军缺乏经验丰富的工程师，一名英国机械师被雇来监督和指导舰上的机舱成员。“尼克斯”号于4月中旬离开伦敦前往普鲁士，但由于舰员经验不足导致其中一台锅炉起火，另一台也发生泄漏。当该舰进入奥得河时，又因引航员的失误而搁浅。随后“沙罗曼蛇”号赶到并将其解救。“尼克斯”号随后驶往斯德丁的海军基地，进行修理。在此期间，舰员进行了进一步的训练。“尼克斯”号于7月29日正式服役。该舰的名字取自德国民间传说中的水妖。

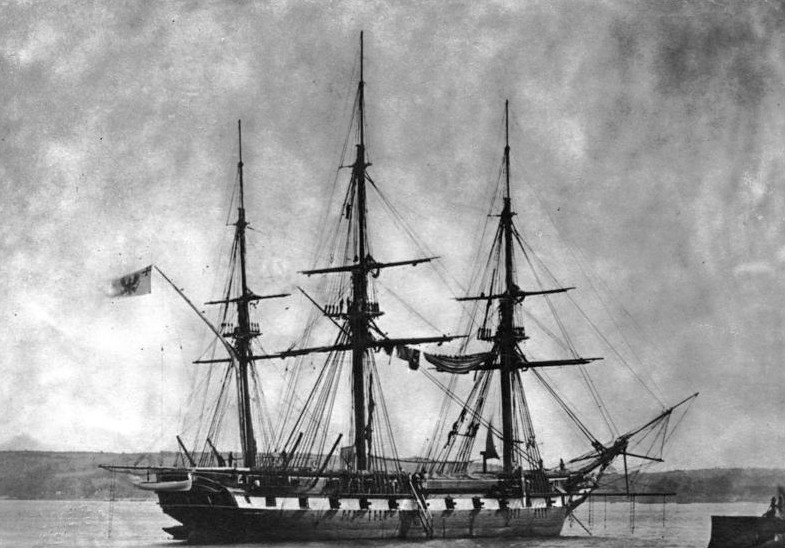
普鲁士通过出售“尼克斯”号和“沙罗曼蛇”号获得的“忒提斯”号巡航舰

入役后，该舰开始进行训练演习，在首次演习中搭载阿达尔贝特王子前往但泽。8月底，该舰在但泽湾与“梅库尔”号（SMS Mercur）巡航舰会合。随后，该舰又将普鲁士的卡尔王子送往俄罗斯的喀琅施塔得。在这几次任务执行德过程中发生了许多事故，多数与木质炉舱发生锅炉失火有关。当年9月，该舰抵达施特拉尔松德并在那里除役。1852年，该船除了在斯特拉尔松德、普特布斯和但泽之间运送弗里德里希·威廉四世国王外几乎没有什么活动。同年该船还前往瑞典的卡尔斯克鲁纳进行了一次大修。1853年期间，该船一直处于停用状态。1854年5月，该舰被重新启用，并于6月26日将第一海军陆战队的士兵从斯德丁运送到但泽。弗里德里希·威廉四世和卡尔王子于7月再次登上该船再一次访问了喀朗斯塔得。之后，“尼克斯”号在但泽进行了修理。
由于在运作过程中多次发生轮机舱火灾，这两艘舰的声誉很差。这也促使德国海军指挥部决定将这两艘尼克斯级军舰出售。普鲁士海军最初寻求与英国皇家海军交换这两艘船只，以换取两艘小型巡航舰，其中一艘本来应该是“特普西科雷”号（HMS Terpsichore）。经过谈判，两国达成协议，于1854年底将这两艘船转交给英国，作为克里米亚战争期间英国急需的小型快速蒸汽船。而作为交换，英国转让风帆巡航舰“忒提斯”号。11月初，“尼克斯”号和“沙罗曼蛇”号离开但泽，并于23日在亚德湾参加了庆祝威廉港海军基地成立的活动。两天后，两舰继续航行前往英国，但汉诺威政府最初拒绝批准这些船只进入威悉河畔的不来梅以便补充燃煤并避开恶劣天气。在普鲁士驻汉诺威代表向政府施压后，两舰最终于12月1日获准入港。两舰在那里停留到12月11日，但一场严重的风暴使它们在威悉河口又滞留了三天。在途中，进一步的风暴使两舰之间失去联系，“尼克斯”号于12月19日抵达德文港。1855年1月12日，该舰正式移交给英国。

### 英国服役

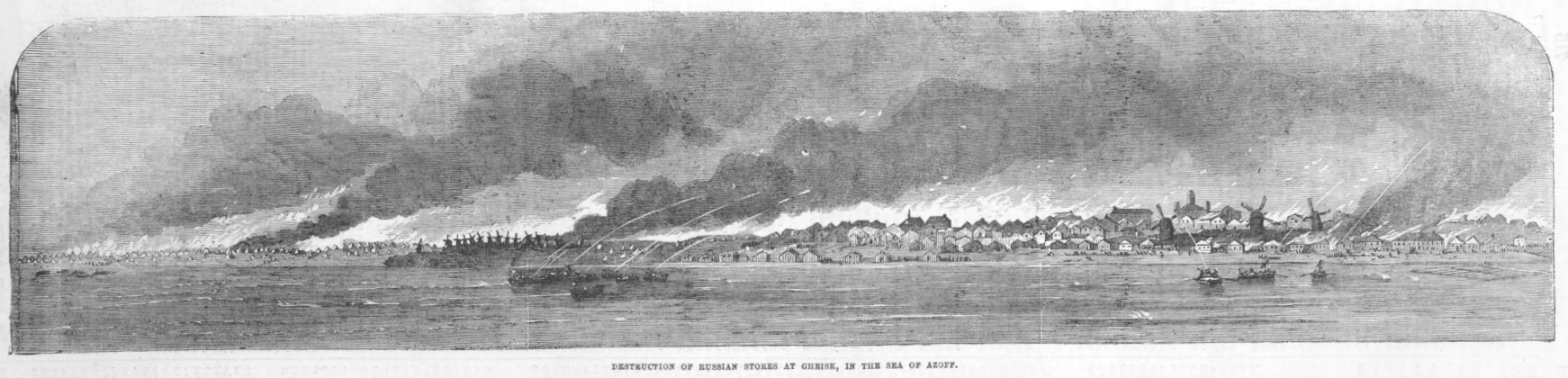
1855年11月5日，在亚速海的叶伊斯克，“威悉河”号参加了摧毁俄罗斯仓库的场景，出自《伦敦新闻画报》

入役英国皇家海军后，该舰被更名为“威悉河”号并在德文港海军基地进行大修。1855年3月，该舰被派往地中海，当时舰上的指挥官是约翰·埃德蒙·康梅雷尔。在黑海行动期间，“威悉河”号在离开君士坦丁堡航行时再次发生火灾，康梅雷尔随即指挥该舰冲摊搁浅。在火势得到控制后，该舰被拖离并于6月参加了对塞瓦斯托波尔的围攻。6月16日晚上，该舰与其他几艘舰艇——“保民平民官”号（HMS Tribune）、“高飞者”号、“可怖”号、“米兰达”号、“尼日尔”号、“箭”号（HMS Arrow）、“毒蛇”号（HMS Viper）以及“蛇”号（HMS Snake）一起对保卫城市的俄罗斯阵地进行了夜间轰炸。“威悉河”号后来进入亚速海，并于10月11日，康梅雷尔、威廉·托马斯·里卡德（舰上的军需官）和另一名水手登陆烧毁了俄罗斯的仓库。康梅雷尔和里卡德都因其行动而获得维多利亚十字勋章。该舰于10月17日参加了对金伯恩的攻击，这次袭击导致了金伯恩战役。
战后，“威悉河”号被派驻扎在马耳他。1859年初，该舰返回英国在伍尔维奇兵工厂进行了一次重大翻修，翻修工程从1859年5月1日持续到1861年5月。之后，该舰返回地中海，直到1865年在马耳他退役。此后停泊在当地被用作港口船，直到1873年10月29日被出售并拆解报废。

## 脚注

### 引文
1. ↑  全国科学技术名词审定委员会（2019年），第68页
2. 1 2  劳伦斯（2013年），第38页
3. ↑  朱鸿飞（2016年），第87页
4. ↑  李昊（2019年），第70页
5. ↑  劳伦斯（2013年），第51页
6. ↑  李昊（2019年），第273页
7. 1 2 3  Gröner，第82頁.
8. ↑  劳伦斯（2013年），第36页
9. ↑  Sondhaus，第43頁.
10. ↑  Hildebrand, Röhr, & Steinmetz，第161–162頁.
11. ↑  劳伦斯（2013年），第6页
12. ↑  Hildebrand, Röhr, & Steinmetz，第162–163頁.
13. 1 2 3 4  Hildebrand, Röhr, & Steinmetz，第163頁.
14. ↑  Nottelmann，第106頁.
15. 1 2  Heathcote，第53頁.
16. ↑  李昊（2019年），第234页
17. ↑  宫宏宇（2019年），第93页
18. ↑  赵省伟（2020年），第6页
19. ↑  李昊（2019年），第283页
20. ↑  李昊（2019年），第122页
21. ↑  李昊（2019年），第270页
22. ↑  Russell，第288–289頁.